# Austrocroce occidens
Austrocroce occidens är en insektsart som beskrevs av Mansell 1983. Austrocroce occidens ingår i släktet Austrocroce och familjen Nemopteridae. Inga underarter finns listade i Catalogue of Life.